# 中山優馬 w/7 WEST
中山優馬 w/7 WEST（なかやまゆうま ウィズ セブン ウェスト）とは、関西ジャニーズJr.の男性アイドルグループである。ジャニーズ事務所所属。中山優馬と7 WESTが共に活動する際に、このユニット名を使用する。

## 略歴
2008年8月、関西ジャニーズJr.の夏のコンサート『関西ジャニーズJr. @大阪松竹座 2008夏』にて「Hey! Say! 7 WEST w/優馬」として結成。翌月に行われた「バッテリー・ごくせん 大阪凱旋コンサート」の記者会見で一般にユニット名が公式発表された。その後、「中山優馬 w/Hey! Say! 7 WEST」にユニット名を変更。
「Hey! Say! 7 WEST」が「7 WEST」へ改称したのと共にユニット名を「中山優馬 w/7 WEST」に変えた。

## メンバー
- 中山優馬（なかやま ゆうま、1994年1月13日 - ）

7 WEST
- 重岡大毅（しげおか だいき、1992年8月26日 - ）
- 神山智洋（かみやま ともひろ、1993年7月1日 - ）
- 藤井流星（ふじい りゅうせい、1993年8月18日 - ）
- 竹本慎平（たけもと しんぺい、1993年9月16日 - ）
- 新垣佑斗（しんがき ゆうと、1995年7月10日 - ）
- 小瀧望（こたき のぞむ、1996年7月30日 - ）

## オリジナル曲
JASRAC公式サイトの「作品データベース検索サービス」で、アーティスト名に「中山優馬w/Hey!Say!7 WEST」および「中山優馬 with 7WEST」を含む楽曲の検索結果をもとに記述。
中山優馬w/Hey!Say!7 WEST
- キラリ☆traveler - JASRAC作品コード：160-6372-4

中山優馬 with 7WEST
- ジゴロイズム - JASRAC作品コード：160-6393-7
- ずっとありがとう - JASRAC作品コード：165-4001-8

## 出演

### テレビドラマ
- サムライ転校生 〜我ガ道ハ武士道ナリ〜（2009年3月28日、関西テレビ）中山優馬 w/Hey! Say! 7 WESTとして[4]

### コンサート
- 関西ジャニーズJr. @大阪松竹座2008夏（2008年8月19日 - 8月28日、大阪松竹座）Hey! Say! 7 WEST w/優馬として[1]
- バッテリー・ごくせん大阪凱旋コンサート（2008年9月1日 - 2日〔追加公演：9月8日 - 10日〕、梅田芸術劇場）Hey! Say! 7 WEST w/優馬として[2][5]
- 関西Jr.ユニットコンサート in 大阪松竹座2008（2008年12月12日 - 14日、大阪松竹座）中山優馬 w/Hey! Say! 7 WESTとして[6]
- 関西ジャニーズJr.'08 Merry X'mas Concert（2008年12月23日 - 26日、梅田芸術劇場）中山優馬 w/Hey! Say! 7 WESTとして[7]
- 関西ジャニーズJr. UME（ユメ）コン2009（2009年6月18日 - 20日[注 2]、梅田芸術劇場）中山優馬 w/Hey! Say! 7 WESTとして[9]
- 関西ジャニーズJr. Xマスやで! 全員集合! @大阪松竹座 '09（2009年12月21日 - 25日、大阪松竹座）中山優馬 w/7 WESTとして[10][11]
- 春休み all関西ジャニーズJr. with中山優馬 in 大阪城ホール（2010年3月28日・29日、大阪城ホール）中山優馬 w/7 WESTとして[12]